# Har Netofa
Har Netofa (hebreiska: הר נטופה) är ett berg i Israel.   Det ligger i distriktet Norra distriktet, i den norra delen av landet. Toppen på Har Netofa är 514 meter över havet.
Terrängen runt Har Netofa är huvudsakligen lite kuperad.Runt Har Netofa är det tätbefolkat, med 982 invånare per kvadratkilometer. Närmaste större samhälle är Nasaret, 17,7 km söder om Har Netofa. Trakten runt Har Netofa består till största delen av jordbruksmark.